# Platylabops humilis
Platylabops humilis är en stekelart som först beskrevs av Wesmael 1857.  Platylabops humilis ingår i släktet Platylabops och familjen brokparasitsteklar. Inga underarter finns listade i Catalogue of Life.